# Meinhard Michael Moser
Meinhard Michael Moser, född 13 mars 1924 i Innsbruck, Österrike, död där 30 september 2002, var en österrikisk mykolog.